# WLB Hofsalonwagen
Der Hofsalonwagen der Wiener Lokalbahnen ist ein historischer Salonwagen. Er trägt die buchmäßige Nr. 200. Das Fahrzeug in der seltenen Form eines elektrischen Salon-Triebwagens befindet sich heute im Besitz des Verbandes der Eisenbahnfreunde.

## Geschichte
Der Hofsalonwagen entstand ab 1908 aus dem 1900 von der Grazer Waggonfabrik und Schuckert gebauten vierachsigen Triebwagen 200 der Badener Straßenbahn, welcher jedoch aufgrund einiger technischer Unzulänglichkeiten nur eingeschränkt im Betrieb stand. Als Erzherzog Friedrich den Wunsch nach einem Salonwagen auf der 1907 eröffneten Wiener Lokalbahn äußerte, beschloss man bei den Wiener Lokalbahnen, das Einzelstück umfangreich umzubauen. Im Zuge des 70.000 Kronen teuren Umbaues, welcher durch die Werkstätte Inzersdorf der Compagnie Internationale des Wagon-Lits und der eigenen Werkstätte durchgeführt wurde, wurde das äußere Erscheinungsbild weitestgehend den Triebwagen der Reihe 200 angeglichen und das Fahrzeug zudem für die engen Radien der Badener Straßenbahn ertüchtigt. Die buchmäßig geführte Nummer 200 wurde nicht angeschrieben, das Fahrzeug erhielt lediglich das bronzene Emblem der WLB an den Seitenwänden montiert. Die Innenausstattung der drei mit dunklen Hölzern und blauen Tapeten gestalteten Salonabteile entstand im Jugendstil nach Entwürfen von Otto Wagner.
Im Juli 1911 wurde der neue Hofsalonwagen nach anstandsloser Probefahrt in Dienst gestellt und diente fortan u. a. Mitgliedern des Kaiserhauses zur Fahrt nach Baden und in das Thermalbad nach Bad Vöslau. Die erste offizielle Fahrt erfolgte am 19. Juli 1911 mit Erzherzog Albrecht, Erzherzogin Alice und deren Mutter Erzherzogin Isabella nach Bad Vöslau. In diesem Monat soll der „Hofwagen“ täglich im Einsatz nach Vöslau gestanden sein. In der zeitgenössischen Presse wurde hervorgehoben, dass der österreichische Kaiserhof damit weltweit der erste Hof gewesen sei, der einen Salonwagen für eine elektrische Straßenbahn anschaffen ließ und dass dieser Salonwagen der „prächtigste Strassenbahnwagen, den die Welt bisher gesehen hat“ sei. Daneben konnte das Fahrzeug bereits damals zu einem Preis von 100 Kronen für „Gesellschaftsfahrten“ gemietet werden.
Im Ersten Weltkrieg benützte auch Kaiser Karl I. öfters das Fahrzeug, nachdem er das Armeeoberkommando nach Baden verlegt hatte. Auf dem dortigen Kaiser Franz-Ring wurde eigens ein von der Ringlinie abzweigendes „Hofzugs-Gleis“ verlegt, damit der Kaiser mit dem Hofsalonwagen direkt zur Villa Löwenstein fahren konnte, wo er Audienzen gab. Die betriebsinterne Bezeichnung des Triebwagens bei den WLB lautete „Edelweißzug“. Die Schuljugend des kleinen Ortes Sooß an der Linie nach Bad Vöslau kam dem Triebwagen angeblich stets jubelnd entgegengelaufen und rief: „Die Weiße kommt!“, da das Fahrzeug im Gegensatz zu den grünen Wagen der Badener Straßenbahn auffallend hell lackiert war.
Nach dem Ende des Ersten Weltkriegs blieb das Fahrzeug zunächst abgestellt und wurde erst ab 1925 wieder zu Gesellschaftsfahrten zum Einsatz. Im Zuge der Wirtschaftskrise der 1930er Jahre wurden diese Fahrten wieder eingestellt und der Triebwagen erneut abgestellt. Im Zweiten Weltkrieg baute man aufgrund des Mangels die elektrische Ausrüstung aus. Nach Kriegsende blieb das unbeschädigte Fahrzeug weiterhin abgestellt. Die Änderung des Stromsystems auf 850 V Gleichspannung hätte einen Neubau der elektrischen Ausrüstung bedingt, was als zu teuer angesehen wurde. Für eine Verwendung als Beiwagen kam der ehemalige Hofsalonwagen wegen seines zu hohen Eigengewichtes und des zu geringen Fassungsraums nicht in Betracht.
1955 wurde das historisch bedeutsame Fahrzeug um 5000 Schilling an den Verband der Eisenbahnfreunde (VEF) verkauft und diente in den folgenden Jahrzehnten an wechselnden Orten in Wien als Klubheim. 1969 kam er ins Wiener Tramwaymuseum in der Remise Ottakring. Ab 1973 wurde der Triebwagen wieder betriebsfähig hergerichtet, was einen weitestgehenden Neubau der elektrischen Ausrüstung bedingte. Die WLB konnten für ein Salonabteil die noch vorhandene originale Ausstattung zur Verfügung stellen, der Rest musste rekonstruiert werden. Die Restaurierung des Triebwagens erfolgte wiederum in den Werkstätten von Wagons-Lits in Inzersdorf.
Nach 1977 stand das Fahrzeug einige Jahrzehnte lang für Sonderfahrten zur Verfügung und ist aktuell im Verkehrsmuseum Remise in Wien ausgestellt.

## Technik
Die ursprüngliche technische Ausstattung wurde im Zuge des Umbaues durch eine den Triebwagen 200 entsprechende elektrische Ausrüstung der Österreichischen Siemens-Schuckert-Werke ersetzt. Der Triebwagen besaß nun eine Widerstandssteuerung mit Fahrschalter für die Gleichstromabschnitte und einen Transformator mit Transformatorschalter für den Wechselstromabschnitt. Angetrieben wurde der Triebwagen durch zwei Tatzlagermotoren Type BME 50 an den inneren Radsätzen, gebremst wurde mit der damals üblichen Saugluftbremse Bauart Hardy. Während zur Fahrt in Wien und auf der Überlandstrecke ein sogenannter Berliner Dreiecksbügel vorhanden war, dienten auf dem nach dem „Single-Trolley System“ ausgestatteten Strecken der Badener Straßenbahn zwei Stangenstromabnehmer zur Abnahme des Fahrstroms.
Bei der Rekonstruktion in den 1970er Jahren musste eine vollkommen neue elektrische Ausrüstung konzipiert werden. Zum Einsatz kam eine elektromagnetische Schützensteuerung, zwei alte Fahrschalter Type Union B8w dienten als Kontroller des 24 V-Steuerstromkreises. Es kamen nun neben zwei Motoren Type D 871 auch Achsen, Radsätze und Widerstände zum Einbau, welche allesamt von der Type N der Wiener Stadtbahn stammten. Ebenso wurden Achslager der Bauart WVB 1950 eingebaut. Diese Umbauten betrafen lediglich die Drehgestelle und den Einbau eines Schützenschrankes an einer Seitenwand des Innenraumes, die Widerstände wurden fast unsichtbar auf dem Dach platziert. Außen mussten Fahrtrichtungsanzeiger montiert werden. Die originale Hardy-Saugluftbremse wurde für die geänderten Bremsgestänge adaptiert. Der noch vorhandene Berliner Dreiecksbügel wurde zwecks uneingeschränkter Einsetzbarkeit durch einen Scherenstromabnehmer Bauart Stemann ersetzt werden.

## Bildergalerie

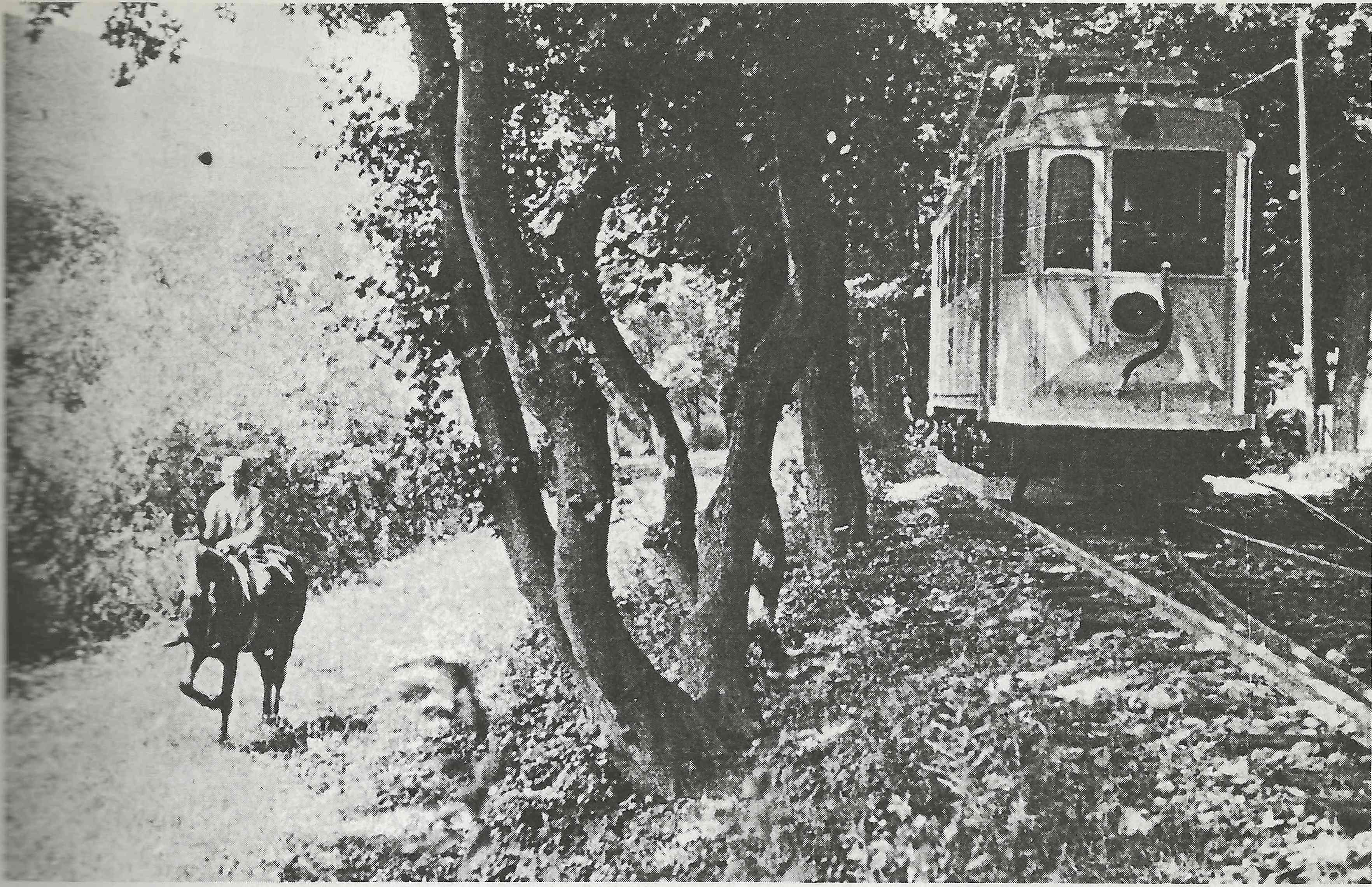
Der Triebwagen im Urzustand im Helenental (1925)
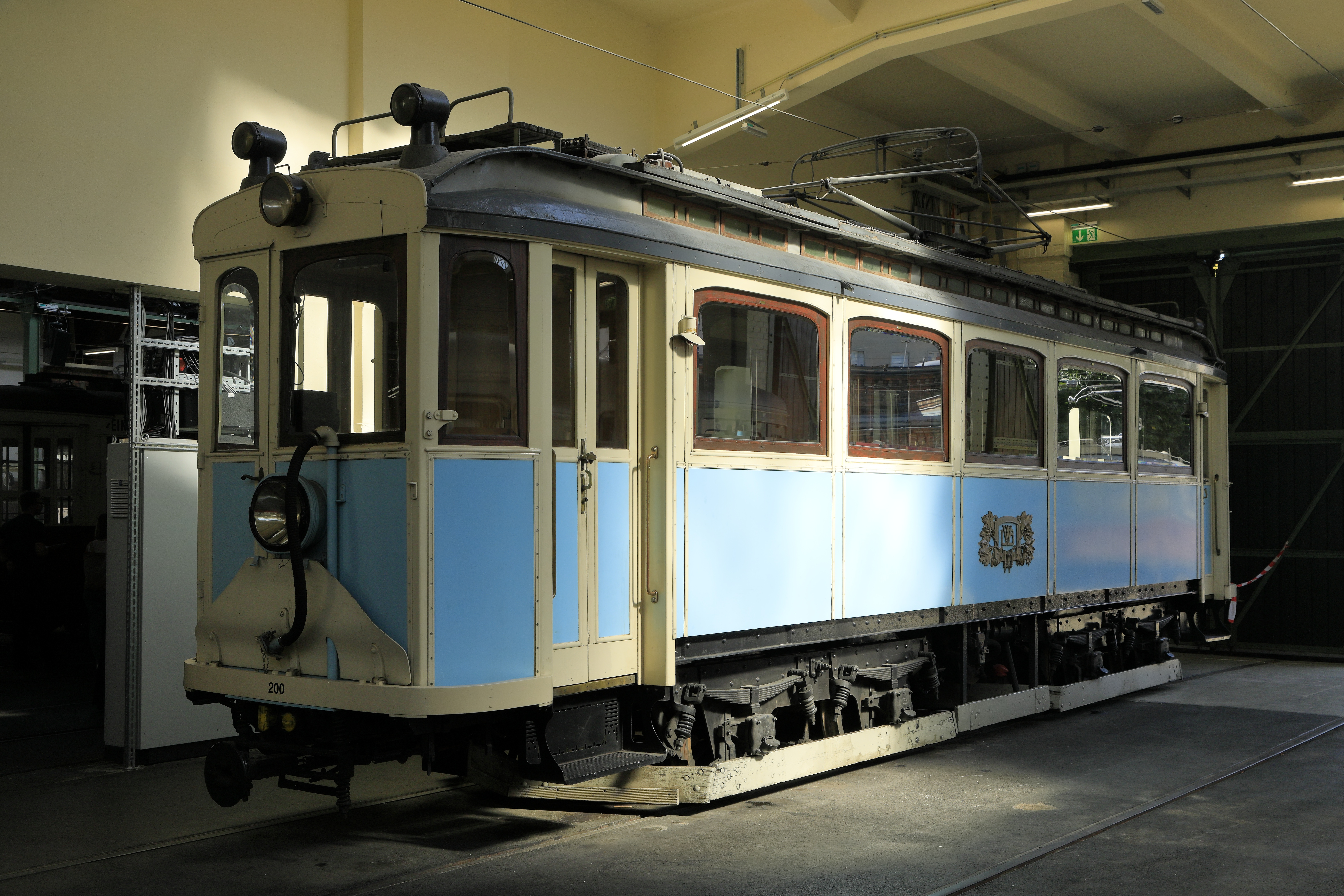
Außenansicht (2023)
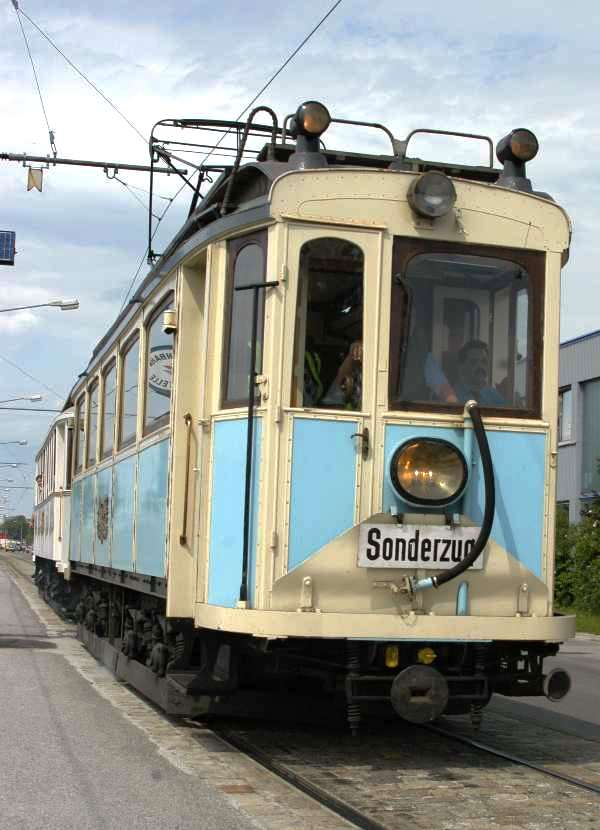
Mit Beiwagen 256 (2008)
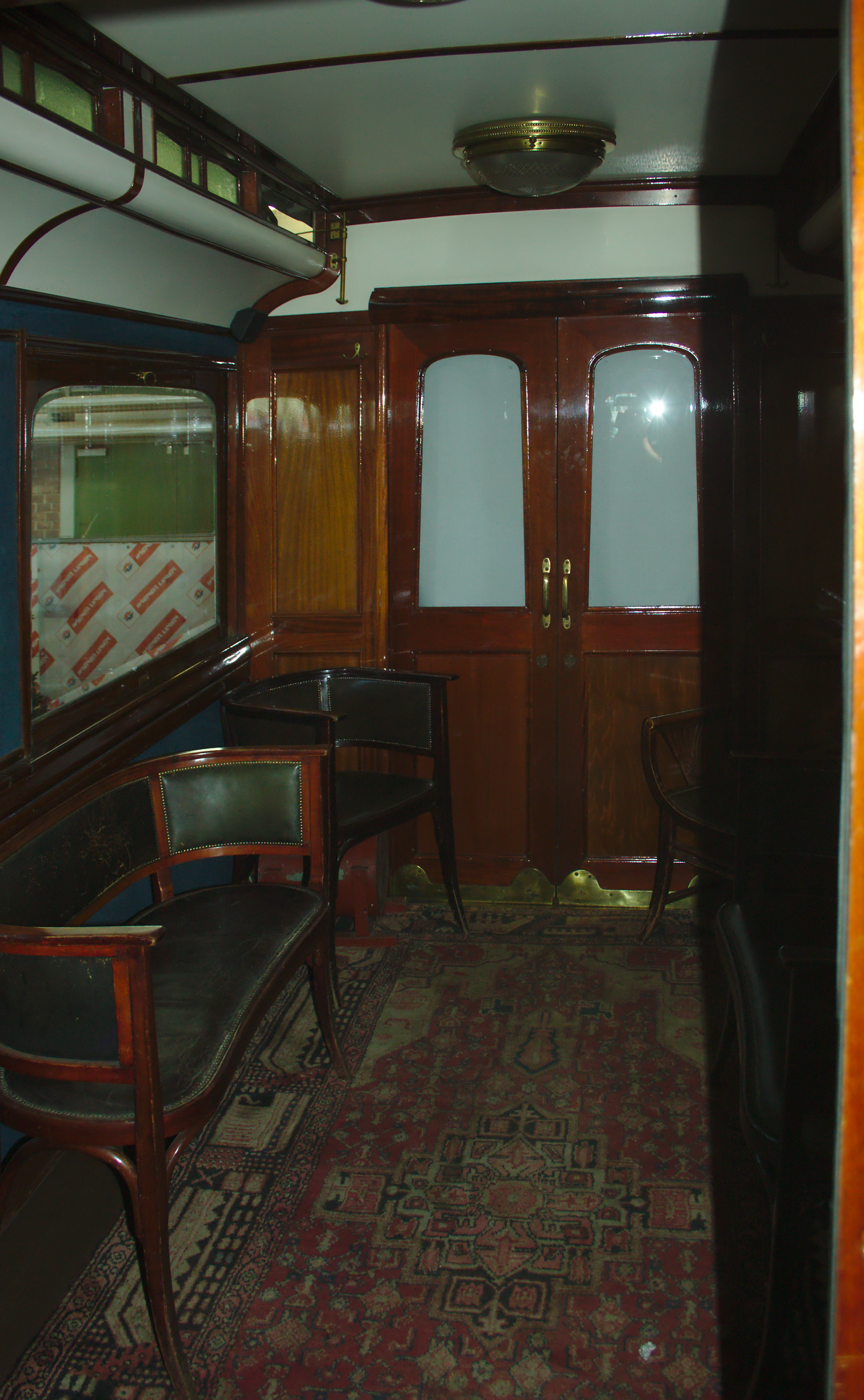
Salonabteil mit originaler Inneneinrichtung (2013)
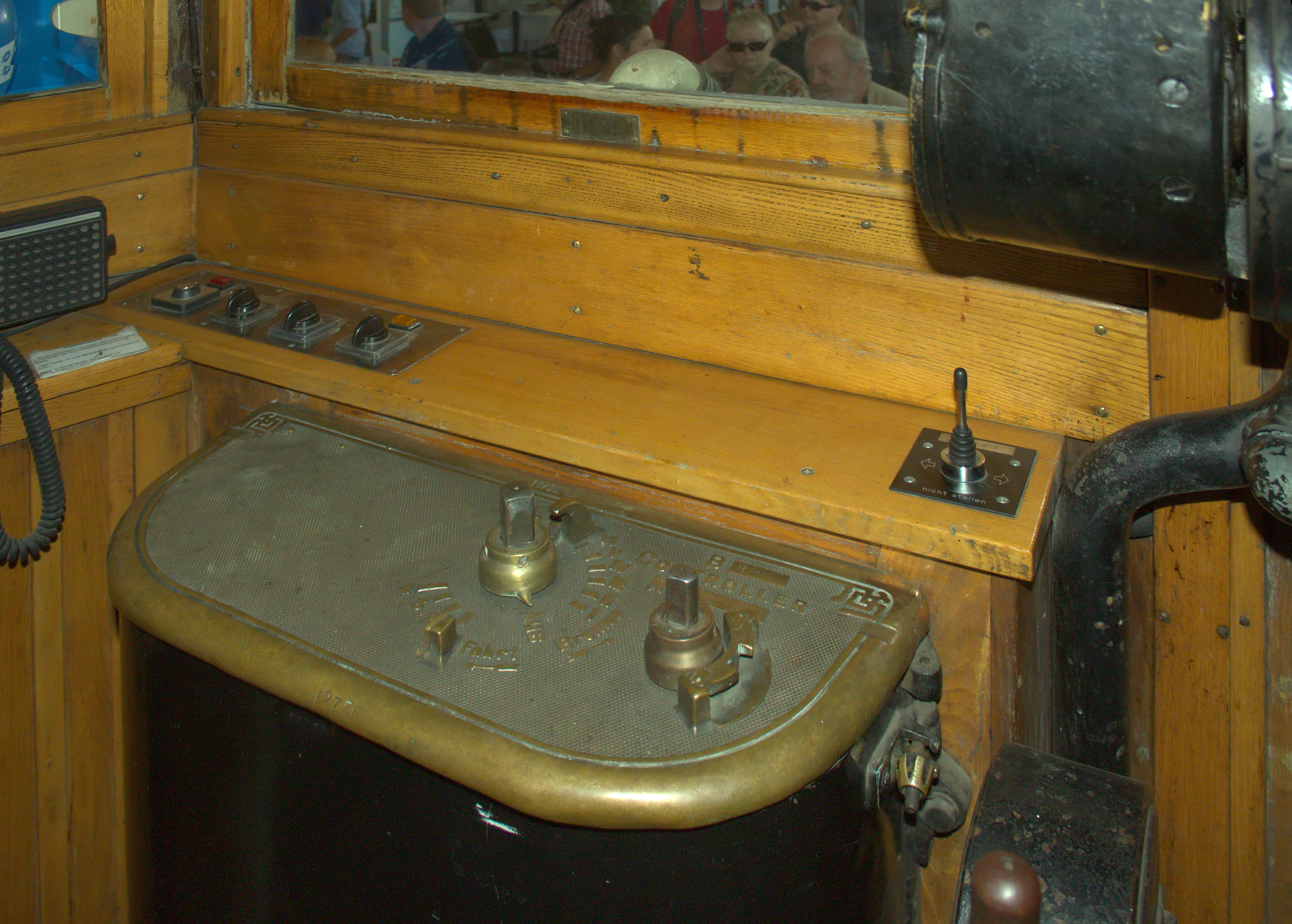
Kontroller mit Bedienelementen und Bremsschieber (rechts)
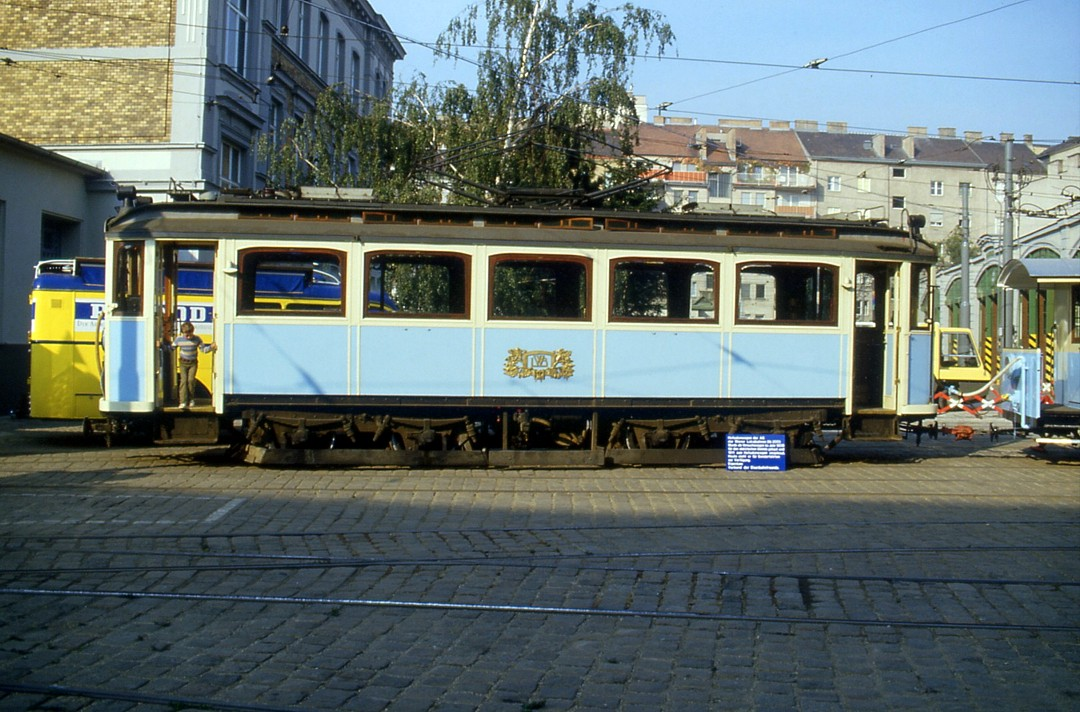
Seitenansicht (1985)
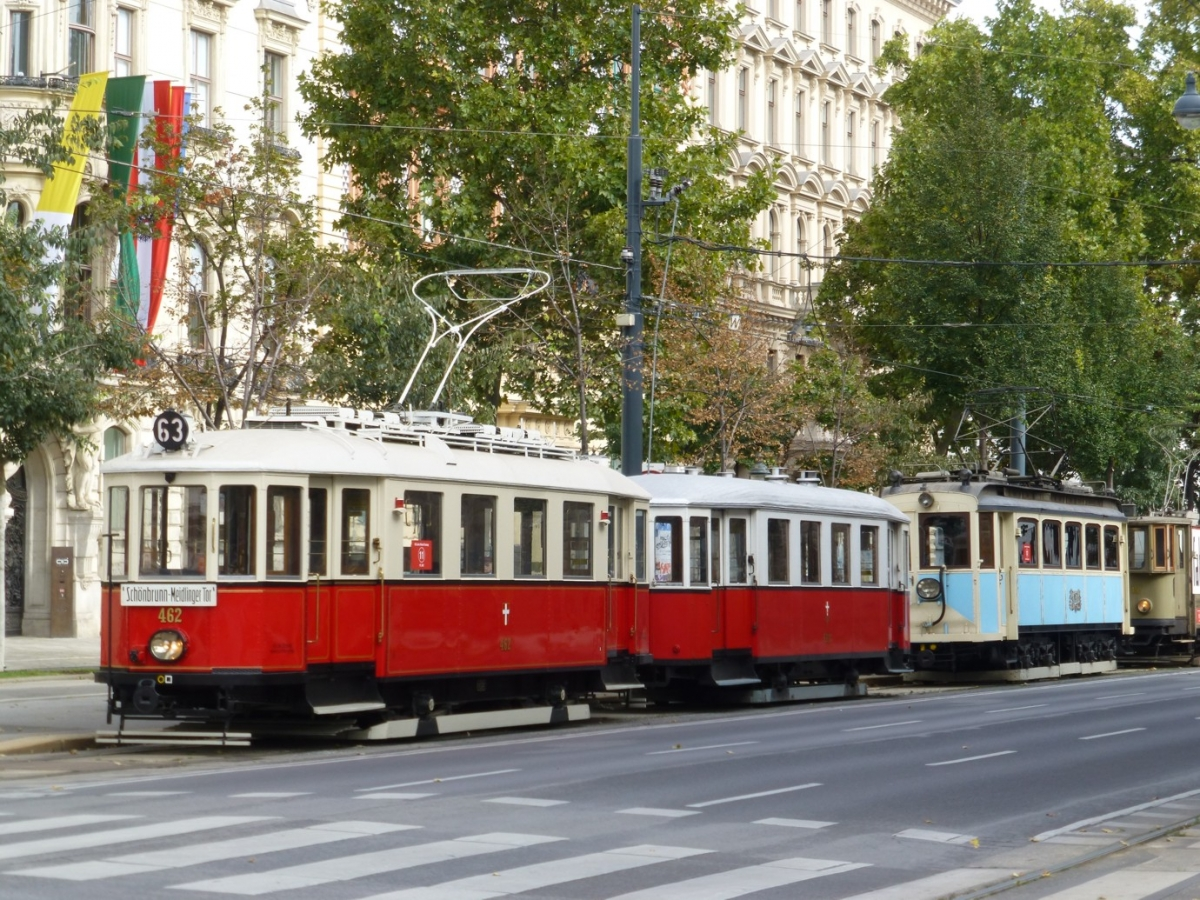
Der Hofsalonwagen bei der „Parade 150 Jahre Wiener Tramway“ (2015)